# Zandwerven
Zandwerven (52° 41′ N, 4° 57′ L) é uma cidade dos Países Baixos, na província de Holanda do Norte. Zandwerven pertence ao município de Opmeer, e está situada a 8 km, a leste de Heerhugowaard.
A área de Zandwerven, que também inclui as partes periféricas da cidade, bem como a zona rural circundante, tem uma população estimada em 140 habitantes.